# Estadio Brigadier General Estanislao López
Het Estadio Brigadier General Estanislao López is een voetbalstadion in Santa Fe, een stad in Argentinië. De voetbalclub CA Colón speelt in dit stadion zijn thuiswedstrijden. Als bijnaam heeft dit stadion 'El Cementerio de Los Elefantes' (Vrij vertaald:'Het Olifantenkerkhof') omdat er in dit stadion in 1964 onverwachts verlies geleden werd tegen de Braziliaanse club Santos FC (spelend met Pelé). Het is vernoemd naar Estanislao López, van 1818 tot 1838 Caudillo, of gouverneur, van de provincie Santa Fe.

## Toernooien
In 2011 werd van dit stadion gebruik gemaakt om voetbalwedstrijden te spelen op de Copa América, dat van 1 juli tot en met 24 juli 2011 in Argentinië werd gehouden. In dit stadion werden 3 groepswedstrijden gespeeld en de kwartfinale tussen Argentinië en Uruguay (1–1)